# ワイト島ライヴ1970
『ワイト島ライヴ1970』 (Live at the Isle of Wight Festival 1970) は、イギリスのロック・バンド、ザ・フーが1996年に発表したライブ・アルバムおよび映像作品。1970年8月にイギリス、ワイト島で開催された、第3回ワイト島音楽祭におけるコンサートの模様を収録したものである。

## 解説
ザ・フーは、1969年5月よりロックオペラ・アルバム『トミー』に伴う長期のコンサートツアーを行っており、この第3回ワイト島音楽祭はその一環で出演したものである。音楽祭は8月26日から31日にかけて開かれ、ザ・フーは4日目の29日に出演する予定だったが、ウッドストック・フェスティバル同様スケジュールが遅延し、ザ・フーの登場は30日の午前2時（3時という説もある）になってからだった。ザ・フーは彼らのキャリアの中でも最高の60万人という数の聴衆の前で2時間以上に渡る演奏を行ったが、ピート・タウンゼントによればこの時の演奏は「いいものとは言えなかった」という。
コンサートの模様は全編撮影され、翌日の8月31日にはコンサートの模様がラジオで放送されたが、映像の方は権利譲渡の件で決着が付かず、日の目を見るのは1996年になってからだった。映像は撮影したマレー・ラーナーの映画『リスニング・トゥ・ユー』として公開され、同年VHS／DVDとしてソフト化された。ライブ・アルバムの方はCD2枚組でリリースされ、コンサートで披露された曲全てが演奏順どおりに収録されたが、映像の方は『トミー』のパートが後半に回され、またかなりの曲が割愛されている。また映像の最後には、「トミー、聞こえるかい」をバックに、バックステージのキース・ムーンへのインタビュー映像が挿入された。
2006年、『ワイト島のザ・フー 1970／究極エディション』と改題され、DVDが再リリースされた。本編は新たに5.1chサラウンド音声が収録され、また旧版には収録されなかった「恋のピンチ・ヒッター」と「ネイキッド・アイ」が追加、さらにピート・タウンゼントの最新インタビューも収録された。

## 収録曲
※特記なき限り、作詞作曲はピート・タウンゼント。
- Disc1

1. ヘヴン・アンド・ヘル - Heaven and Hell (John Entwistle) 5:16
2. アイ・キャント・エクスプレイン - I Can't Explain 2:45
3. ヤング・マン・ブルース - Young Man Blues (Mose Allison) 6:06
4. アイ・ドント・ノウ・マイセルフ - I Don't Even Know Myself 6:11
5. ウォーター - Water 10:53
6. 序曲 - Overture 5:08
7. イッツ・ア・ボーイ - It's a Boy 1:33
8. 1921 - 1921 2:27
9. すてきな旅行 - Amazing Journey 3:19
10. スパークス - Sparks 5:10
11. 光を与えて - Eyesight to the Blind (The Hawker) (Sonny Boy Williamson II) 1:58
12. クリスマス - Christmas 3:25

- Disc2

1. アシッド・クイーン - The Acid Queen 3:41
2. ピンボールの魔術師 - Pinball Wizard 2:50
3. 大丈夫かい - Do You Think It's Alright? 0:22
4. フィドル・アバウト - Fiddle About (Entwistle) 1:15
5. トミー、聞こえるかい - Tommy Can You Hear Me? 0:58
6. ドクター - There's a Doctor 0:22
7. ミラー・ボーイ - Go to the Mirror! 3:32
8. 鏡をこわせ - Smash the Mirror 1:16
9. 奇跡の治療 - Miracle Cure 0:13
10. 僕は自由だ - I'm Free 2:24
11. トミーズ・ホリデイ・キャンプ - Tommy's Holiday Camp (Keith Moon) 1:01
12. 俺達はしないよ - We're Not Gonna Take It! 9:37
13. サマータイム・ブルース - Summertime Blues (Eddie Cochran, Jerry Capehart) 3:24
14. シェイキン・オール・オーヴァー／スプーンフル／ツイスト・アンド・シャウト - Shakin' All Over/Spoonful/Twist and Shout (Johnny Kidd/Willie Dixon/Phil Medley, Bert Russell) 6:27
15. 恋のピンチ・ヒッター - Substitute 2:10
16. マイ・ジェネレイション - My Generation 7:15
17. ネイキッド・アイ - Naked Eye 6:33
18. マジック・バス - Magic Bus 4:35